# 電気毛管現象
電気毛管現象とは、毛細管中で接している2種の液体間に電位差を与えたとき，界面張力の変化により界面が移動する現象である。界面張力はある電位差のときに極大値を取り、界面に電荷が分布すると低下することによって起こる。
電気毛管乳化などに利用されている。

## 熱力学的説明
2つの導電性媒質（液体金属や電解質溶液など）の界面に電荷 e が分布しているとき、内部エネルギーの微分は
{\displaystyle \mathrm {d} U=\sigma \mathrm {d} A+\phi \mathrm {d} e}
となる。ここで σ は界面張力、A は界面の面積、ϕ は媒質間の電位差である。これを e についてルジャンドル変換した熱力学関数
{\displaystyle \mathrm {d} J:=\mathrm {d} (U-\phi e)=\sigma \mathrm {d} A-e\mathrm {d} \phi }
からマクスウェルの関係式と同様の式変形で導かれる
{\displaystyle s:=\left({\frac {\partial e}{\partial A}}\right)_{\phi }=-\left({\frac {\partial \sigma }{\partial \phi }}\right)_{A}}
より、界面張力 σ の電位 ϕ 依存性は電荷 e の界面密度に依存することが分かる。これを電気毛管現象の基礎式またはリップマンの式という。
この基礎式より、界面に電荷が分布していないとき s = 0 である。また U が e について下に凸、J が ϕ について上に凸であることから (∂2σ/∂ϕ2)A < 0 となることと併せると、電荷 e が分布していないとき界面張力 σ は極大値をとる、言い換えれば電荷が分布することにより界面張力は低下することが分かる。